# Каршинская крепостная стена
Каршинская крепостная стена — исторический памятник, расположенный в квартале «Воротатутак» города Карши (Кашкадарьинская область, Узбекистан). Этот архитектурный памятник включен в национальный список объектов недвижимого, материального и культурного наследия Узбекистана-взят под государственную охрану.

## История
В XIV веке начались строительные работы этой стены. Крепостная стена имеет ширину 5 метров, а ее высота в зависимости от местоположения колеблется от 6 до 8 метров. На большей части стены сохранились выпуклости Кунгура, добавленные в более поздние периоды. На четырех выступах стены снизу стояли плоские башни. Для удобства стрельбы из пушек при обороне с внутренней стороны имелись специальные амбразуры. Эти башни местное население называло" пушечными погребами". Во времена правления Амира Насруллы на башнях были установлены пушки, отлитые из чугуна и меди. В начале двадцатого века (1902—1903) городская крепостная стена пришла в полуразрушенное состояние из-за длительного отсутствия ремонта.

## Архитектура
Длина сторон крепостной стены составляла 800 метров с каждой стороны. Если учесть, что по расчетам мер в Бухарском эмирате в XVI—XVII веках 1 ГАЗ равнялся 78,8 сантиметра, то получается, что каждая сторона крепостной стены имела длину 630,4 метра, а общая длина четырех сторон-3200 метров или 2521,6 метра.
Стена Каршинской крепости состояла из 9 рвов. На самом деле стена изначально была построена из кирпичной стены, а каменная стена была восстановлена позже, после того, как кирпичная стена была разрушена. Каждый выступ стены равен 1 метру, а общая высота составляет 7,92 метра. Источники отмечают, что ширина крепостной стены составляла 7,5 га в основании, то есть 5,91 метра, и 4 га наверху, то есть 3,1 метра.